# Thomas Möllenkamp
Thomas Möllenkamp, född den 7 oktober 1961 i Osnabrück i Tyskland, är en tysk roddare.
Han tog OS-guld i åtta med styrman i samband med de olympiska roddtävlingarna 1988 i Seoul.